# Szczękonóża

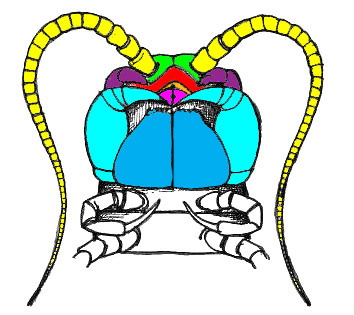
Spód głowy drewniaka widełkowca. Szczękonóża pokolorowane na turkusowo, a ich coxosterna na niebiesko

Szczękonóża (łac. maxillipedes) – zmodyfikowane, parzyste odnóża tułowiowe skorupiaków i pareczników służące do aktywnego chwytania pokarmu. Występują w liczbie 1–3 par na przednich segmentach tułowia. U pancerzowców pojawiają się już w stadium żywika.
U pareczników szczękonóża znajdują się na pierwszym segmencie zagłowowym. Ich biodra zlane są ze sternitami, tworząc coxosterna, które często mają ząbki lub kolce na przedniej krawędzi. We wnętrzu szczękonóży znajdują się gruczoły jadowe. Narządy te służą chwytaniu, paraliżowaniu, a u niektórych grup też rozrywaniu ofiary.